# Viva Technology
Viva Technology, eller VivaTech, är en årlig sammankomst ägnad teknisk innovation och startups som grundades 2016. Den äger rum årligen på Paris Expo Porte de Versailles i Paris och organiseras av grupperna Les Échos och Publicis. Tre dagar VivaTech riktar sig exklusivt till nystartade företag, investerare, chefer, studenter och akademiker. Den fjärde dagen öppnar evenemanget för allmänheten.
2023 års upplaga nådde rekord genom att locka mer än 150 000 besökare under hela evenemanget, nästan 60 000 fler än föregående upplaga. Detta innebär att antalet besökare till Viva Tech år 2023 kommer att överstiga antalet besökare på CES, benchmarkmässan inom området för ny teknik som hålls varje år i Las Vegas.